# バーベット・シュローダー
バーベット・シュローダー（Barbet Schroeder、1941年8月26日 テヘラン - ）は、イラン・テヘランで生まれたフランス国籍のスイス人（ドイツ系）で、フランスやアメリカで活躍する映画プロデューサー、映画監督、俳優。フランス語読みのバルベ・シュローデルの名で、エリック・ロメールとともに映画製作会社レ・フィルム・デュ・ロザンジュを創立したことで知られる。

## 来歴・人物
1941年8月26日、イランのテヘランで生まれる。子供のころ地質学者の父に伴いコロンビアに行く。シュローデルは、フランスで教育を受けることを選び、名門リセ・コンドルセ校（Lycée Condorcet）とアンリ四世校（Lycée Henri-IV）でバカロレアを取得するまで学び、ソルボンヌ大学で哲学を修めた。映画批評誌『カイエ・デュ・シネマ』に参加、彼の文章はヌーヴェルヴァーグ運動に伴走した。
1962年、21歳のとき、当時42歳のロメールとともに製作会社「レ・フィルム・デュ・ロザンジュ」をフランス・パリに設立。同社作品の第一作はロメール監督『モンソーのパン屋の女の子』、同作をもって「六つの教訓話」シリーズの製作を開始となり、プロデューサーはもちろんシュローデルであった。
短編映画を2本演出したのち、ジャン＝リュック・ゴダールはシュローデルを『カラビニエ』（1962年12月開始、1963年公開）の助監督に採用した。ロメール監督『シュザンヌの生き方』（1963年公開）をプロデュースするかたわら、ジャン＝ルイ・コモリとともに助監督をつとめた。
1965年5月19日、シュローデル渾身の企画、オムニバス映画『パリところどころ』公開。監督は、ジャン＝ダニエル・ポレ、ジャン・ルーシュ、ジャン・ドゥーシェ、ロメール、ゴダール、クロード・シャブロルのヌーヴェルヴァーグを代表する6人。アソシエイト・プロデューサー パトリック・ボーショー、アシスタント・プロデューサーにシュローデルのアンリ四世校時代の仲間でのちにジャン・ユスターシュ監督のプロデューサーとなるピエール・コトレルが参加。
1969年、満を持して長編劇映画『モア』で監督デビュー。ルクセンブルクと西ドイツ資本との合作。シュローデル自身がプロデューサーのほかアソシエイト・プロデューサーにコトレル、撮影監督ネストール・アルメンドロス、音楽ザ・ピンク・フロイド。ロザンジュ社異色のロック映画となる。
1978年、INA（フランス国立音響映像研究所）とローザンジュ社とが共同製作したドキュメンタリーフィルム『ココ、言葉を話すゴリラ Koko, le gorille qui parle』を監督。シュローデルは1970年代に4本の長編映画を演出するがいずれも撮影監督はアルメンドロス。
1987年、メナヘム・ゴーラン監督率いるイスラエル系企業ザ・キャノン・グループが、ミッキー・ロークとフェイ・ダナウェイが主演するアメリカ映画『バーフライ』の監督にシュロデールを抜擢、ハリウッド・デビューする。プロデューサーはシュローデル自身とフランシス・フォード・コッポラ。以降、日本では英語読み風のバーベット・シュローダーとして知られるようになるが、英語名はバーベイ・シュローダーだと「死の接吻」のプロモーションで来日したサミュエル・L・ジャクソンが強調していた。

## 主なプロデュース作品
- パリところどころ Paris vu par...（1965）
- 愛の昼下がり L'Amour l'après-midi（1972）
- セリーヌとジュリーは舟でゆく Céline et Julie vont en bateau（1974）
- O侯爵夫人 Die Marquise von O...（1976）
- 悪夢の破片 Shattered Image（1998）ラウル・ルイス監督、DVDスルー

## 主な監督作品
- モア More（1969）
- ラ・ヴァレ La Vallee（1972）
- 女主人 Maîtresse（1975）特殊上映のみ
- ココ、言葉を話すゴリラ Koko, le gorille qui parle|Koko, le gorille qui parle（1978）特殊上映のみ
- 転落したペテン師たち Tricheurs（1984）
- バーフライ Barfly（1987）
- 運命の逆転 Reversal of Fortune（1990）
- ルームメイト Single White Female（1992）
- 死の接吻 Kiss of Death（1995）
- 判決前夜/ビフォア・アンド・アフター Before and After（1995）
- 絶体×絶命 Desperate Measures（1998）
- La virgen de los sicarios（2000）
- 完全犯罪クラブ Murder by Numbers（2002）
- 恐怖の弁護士 L'avocat de la terreur（2007）独裁者や戦争犯罪者の弁護を積極的に請け負った弁護士ジャック・ヴェルジェスに取材したドキュメンタリー映画。セザール賞最優秀ドキュメンタリー賞受賞
- 陰獣 Inju: la bête dans l'ombre（2008）
- 忘れられない記憶 Amnesia（2015）

## 主な出演作品
- パリところどころ Paris vu par...（1965）
- Out 1（1971）
- セリーヌとジュリーは舟でゆく Céline et Julie vont en bateau（1974）
- ロベルトは今夜 Roberte（1979）
- ビバリーヒルズ・コップ3 Beverly Hills Cop III（1994）
- 王妃マルゴ La Reine Margot（1994）
- マーズ・アタック! Mars Attacks!（1996）
- 情痴 アヴァンチュール Une aventure（2005）
- パリ、ジュテーム Paris, je t'aime（2006）クリストファー・ドイル監督「ショワジー門」篇
- ランジェ公爵夫人 Ne touchez pas la hache（2007）
- ダージリン急行 The Darjeeling Limited（2007）

## 註
1. 1 2  仏語版Wikipedia Barbet Schroederの項の記述より。